# Roaring Hooves
Roaring Hooves (mongolisch: Туурайн төвөргөөн) ist ein internationales Musikfestival in der Mongolei mit Konzerten für Nomaden in der Wüste Gobi. Es ist das größte internationale Musikfestival in Zentralasien.
Seit 1999 treffen sich jedes Jahr im Juni Musiker aus aller Welt, um beim Festival gemeinsam mit mongolischen Musikern in der Wüste zu musizieren. Der Schwerpunkt ist die zeitgenössische Musik aus aller Welt und die traditionelle Musik der Mongolen. Die „Gobi Summer Academy“ ist Teil des Festivals. Hier erhalten mongolische Studenten und Musiker eine Gelegenheit, Künstler aus aller Welt zu treffen und auch Meisterkurse zu belegen. Ausländische Gäste können erste Unterrichtsstunden im traditionellen Obertongesang erhalten.
Organisiert wird dieses Festival von Samdandamba Badamkhorol, Direktorin der New Music Association of Mongolia. Präsident und künstlerischer Leiter ist Bernhard Wulff. Das Festival erhielt viele Auszeichnungen und wird von der Zeitschrift GEO unter den 50 interessantesten Reisezielen der Welt geführt.